# Marco Marzano
Marco Marzano (* 10. Juni 1980 in Cuggiono) ist ein ehemaliger italienischer Radrennfahrer.

## Karriere
Nachdem Marzano im Jahr 2004 die Nachwuchsausgabe des Giro d’Italia, den Giro Ciclistico d’Italia, gewann, schloss er sich 2005 dem ProTeam Lampre-Caffita an, bei dem er bis zum Ende seiner Rennfahrerkarriere nach der Saison 2012 blieb und anschließend einer der Sportlichen Leiter der Mannschaft wurde. 2006 wurde er Zweiter bei der Brixia Tour hinter Davide Rebellin. Marco Marzano nahm an jeder der drei großen Rundfahrten (Vuelta a España, Tour de France und Giro d’Italia) teil. Sein bestes Ergebnis erzielte er bei der Vuelta a España 2008, die er als 25. des Gesamtklassements beendete.

## Teams
- 2004: Lampre (Stagiaire)
- 2005: Lampre-Caffita
- 2006: Lampre-Fondital
- 2007: Lampre-Fondital
- 2008: Lampre
- 2009: Lampre-NGC
- 2010: Lampre-Farnese Vini
- 2011: Lampre-ISD
- 2012: Lampre-ISD

## Erfolge
2004
- Gesamtwertung und eine Etappe Giro Ciclistico d’Italia